# Scotogramma fallovi
Scotogramma fallovi là một loài bướm đêm trong họ Noctuidae.